# 湖北葡萄
湖北葡萄（学名：Vitis silvestrii）是葡萄科葡萄属的植物，是中国的特有植物。分布于中国大陆的陕西、湖北等地，生长于海拔300米至1,200米的地区，常生于山坡林中及林缘。